# Жан де Л’Эгль
Жан II де Шатильон, Жан де Л’Эгль (фр. Jean de Châtillon dit Jean de L’Aigle; ок. 1395 — 1454) — сеньор де л’Эгль, граф де Пентьевр, виконт Лиможа. Второй сын Жана I де Шатильона и Маргариты де Клиссон, дочери Оливье Клиссона.

## Биография
Служил в королевских войсках Франции. Лейтенант-генерал (1450 год). Участник освобождения Бордо (1453 год).
В 1433 году наследовал старшему брату — Оливье де Блуа. С 1437 года граф Перигора по денежному соглашению с Карлом I Орлеанским (заплатил 16 тысяч золотых реалов).
В 1448 году по Нантскому договору вернул графство Пентьевр, конфискованное в 1420 году герцогами Бретани, и добился освобождения брата — Гильома, 28 лет находившегося в заложниках.

## Семья
Был женат (после 1426 года) на Маргарите де Шовиньи (ум. 23 июля 1473) (вдове Беро III, дофина Оверни), но их брак оказался бездетным.
Жан де Шатильон умер в 1454 году от старых ран. Ему наследовали:
- в Пентьевре — Николь де Шатильон, его племянница
- в Лиможе и Перигоре — Гильом де Блуа-Шатильон, младший брат.